# Francesco Bergonzoni
Francesco Bergonzoni (30 dicembre 1910 – ...) è stato un calciatore italiano, di ruolo mediano.

## Carriera
Tra il 1933 ed il 1940 ha disputato con la SPAL sette stagioni: quattro di Serie B e tre di Serie C.
Ha esordito tra i cadetti il 29 ottobre 1933, nella partita Spal-Foggia (1-1). A Ferrara ha giocato in tutto settanta partite di Serie B.